# North Vancouver
North Vancouver é uma cidade do Canadá localizada na província de Colúmbia Britânica. Parte da região metropolitana de Vancouver (a qual está localizada ao sul), North Vancouver possui uma área de 11.83 km2 (4.57 sq mi), e uma população de 52,898 habitantes (ranking 100th) .Sua densidade populacional é de 4,465.1/km2.
A cidade é considerada um subúrbio da cidade de Vancouver. Apesar de pequena é relativamente industrializada, principalmente pelo setor químico, portuário e mercado cinematográfico.  

## Transporte
A cidade de North Vancouver é conectada a Vancouver por duas grandes pontes/rodovias; a Lions' Gate Bridge e a Ironworkers Memorial Second Narrows Crossing, também por ferry, apenas passageiros através do SeaBus. Esse sistema , assim como o transporte de ônibus, é operado pela Coast Mountain Bus Company, empresa pertencente a Translink. O Terminal Principal de North Vancouver se localiza junto ao Terminal do Seabus, na Lonsdale Quay. 
A principal avenida da cidade é a Lonsdale Avenue, que começa na Lonsdale Quay e vai sentido norte para 29th Street onde continua no District of North Vancouver, terminando em Rockland Road.
Highway 1, parte da Trans-Canada Highway (frequentemente citada como "Upper Levels Highway") atravessa a porção norte da cidade. Existem três saídas dentro da cidade de North Vancouver. São elas: 
- Lynn Valley Road (Exit 19)
- Lonsdale Avenue (Exit 18)
- Westview Drive (Exit 17)